# Tat (proteina)
La Tat è una proteina regolatoria di circa 14 kDa codificata dal genoma di HIV. Più precisamente si tratta di un transattivatore, essenziale per la replicazione di HIV. 
È una proteina particolare in grado di legare l'RNA, cosa che non è convenzionale, dal momento che la maggior parte dei transattivatori lega il DNA. Tat lega una piccola struttura a stem-loop, conosciuta col nome di transactivation responsive element (TAR), localizzata all'estremità 5' dell'RNA di HIV. 
Il transattivatore promuove la fase di allungamento della trascrizione del provirus di HIV, così da poter produrre l'intero trascritto. In assenza di Tat, HIV genera solo piccoli trascritti e non è in grado di codificare tutte le proteine che servono per la sua sopravvivenza ed infezione.